# آنا ستافورد
آنا ستافورد (بالإنجليزية: Anna Stafford)‏ هي مُدرسة ورياضياتية أمريكية، ولدت في 20 أغسطس 1905، وتوفيت في 28 نوفمبر 2004.